# Takahiro Shikine
Takahiro Shikine (japanisch 敷根 崇裕, Shikine Takahiro; * 7. Dezember 1997 in Ōita) ist ein japanischer Florettfechter.

## Erfolge
Takahiro Shikine begann im Alter von sechs Jahren mit dem Fechten und gab sein internationales Debüt im Jahr 2014 beim Weltcup in Seoul. 2016 gelangen dem Rechtshänder seine ersten internationale Medaillengewinne, als er bei den Asienmeisterschaften in Wuxi im Einzel die Silber- und im Mannschaftswettbewerb zusammen mit Kyōsuke Matsuyama, Toshiya Saitō und Kenta Suzumura die Bronzemedaille gewann. Im Finale des Einzelwettbewerbs unterlag er dabei Cheung Ka Long aus Hongkong. Ein Jahr darauf gewann er bei der Universiade in Taiwan mit der Mannschaft Gold. Neben Matsuyama und Saitō gehörte dieses Mal noch Ryōhei Noguchi zum Aufgebot. Bei den Weltmeisterschaften 2017 in Leipzig zog er nach einem Viertelfinalsieg gegen Alessio Foconi aus Italien ins Halbfinale ein, das er gegen den Russen Dmitri Scherebtschenko mit 12:15 verlor und damit die Bronzemedaille erhielt. Nachdem Shikine 2017 bei den Asienmeisterschaften nicht nominiert worden war, gehörte er 2018 in Bangkok wieder zur Mannschaft und gewann mit Kyōsuke Matsuyama, Toshiya Saitō und Kenta Suzumura die Bronzemedaille. Gemeinsam sicherten sich die vier Japaner auch bei den Asienspielen 2018 in Jakarta Rang drei. Sie bezwangen zunächst im Viertelfinale Singapur klar mit 45:29, hatten anschließend aber mit 42:45 gegen Hongkong das Nachsehen.
Besonders erfolgreich verliefen für Shikine die Asienmeisterschaften 2019 in Chiba. Nach einem Finalerfolg gegen Cheung Ka Long wurde er erstmals Asienmeister im Einzel und sicherte sich anschließend auch mit Kyōsuke Matsuyama, Ryō Miyake und Kenta Suzumura den Titelgewinn in der Mannschaftskonkurrenz. Bei den 2021 ausgetragenen Olympischen Spielen 2020 in Tokio focht Shikine in zwei Wettbewerben. In der Einzelkonkurrenz traf er nach zwei Auftaktsiegen im Viertelfinale auf Alaaeldin Abouelkassem aus Ägypten, den er mit 15:13 bezwang. Im Halbfinale unterlag er dem Italiener Daniele Garozzo mit 9:15 und verlor auch das abschließende Gefecht um Bronze gegen den Tschechen Alexander Choupenitch mit 8:15. Den Mannschaftswettbewerb verpasste Shikine zusammen mit Kyōsuke Matsuyama, Toshiya Saitō und Yūdai Nagano ebenfalls knapp einen Medaillengewinn. Nach einem 45:43-Auftakterfolg gegen Italien folgte im Halbfinale eine 42:45-Niederlage gegen Frankreich. Im Gefecht um Bronze unterlagen die Japaner den Vereinigten Staaten mit 31:45 und belegten Rang vier.
2022 folgte bei den Asienmeisterschaften in Seoul im Mannschaftswettbewerb der erneute Gewinn der Goldmedaille. Zusammen mit Kyōsuke Matsuyama, Kazuki Iimura und Kenta Suzumura bezwang er im Finale die südkoreanische Équipe mit 45:33. Ein Jahr darauf verteidigte er mit der Mannschaft bei den Asienmeisterschaften in Wuxi erfolgreich den Titel. Die in ihrer Besetzung unveränderten Japaner besiegten dabei erneut Südkorea, diesmal mit 45:38. Im selben Jahr wurden, mit einem Jahr Verzögerung, die Asienspiele 2022 in Hangzhou ausgetragen, bei denen Shikine zusammen mit Kyōsuke Matsuyama, Kazuki Iimura und Kenta Suzumura zum japanischen Aufgebot im Mannschaftswettbewerb gehörte. Nach einem Auftaktsieg gegen Katar im Viertelfinale unterlagen die Japaner im anschließenden Halbfinale ihren chinesischen Kontrahenten knapp mit 44:45 und erhielten damit die Bronzemedaille. Auch im Einzel erreichte Shikine das Halbfinale, verlor dieses aber knapp mit 14:15 gegen Cheung Ka Long. Weitaus erfolgreicher verliefen die Weltmeisterschaften 2023 in Mailand für die vier Japaner. Sie besiegten ab dem Viertelfinale nacheinander Südkorea, Hongkong und China, womit sie sich den Gewinn des Weltmeistertitel sicherten.
Die Asienmeisterschaften 2024 in Kuwait schloss Shikine mit der Mannschaft, zu der neben ihm noch Kyōsuke Matsuyama, Kazuki Iimura und Yūdai Nagano gehörten, nach einer 41:45-Halbfinalniederlage gegen Südkorea auf Platz drei ab. Auch im Einzel schied er im Halbfinale aus und gewann Bronze. Bei den Olympischen Spielen 2024 in Paris ging Shikine in zwei Disziplinen an den Start. Im Einzel traf er zum Auftakt auf Maxime Pauty aus Frankreich, dem er mit 9:15 unterlag und damit direkt ausschied. Im Mannschaftswettbewerb erreichte er hingegen gemeinsam mit Kyōsuke Matsuyama, Kazuki Iimura und Yūdai Nagano das Finale, nachdem in der ersten Runde Kanada mit 45:26 und im anschließenden Halbfinale Frankreich mit 45:37 bezwungen wurden. Dort trafen die Japaner auf die Équipe Italiens, die sie mit 45:36 ebenfalls bezwangen und damit Olympiasieger wurden.
Shikine studierte Rechtswissenschaften an der Hōsei-Universität. Sein Vater Yūichi Shikine vertrat Japan ebenfalls als Fechter bei Weltmeisterschaften und war zeitweise auch Trainer der japanischen Nationalmannschaft. Seine Mutter Naoko focht auf nationaler Ebene, sein Bruder Akihiro übt ebenfalls den Fechtsport aus.